# Oak Investment Partners
 (juillet 2017).
Si vous disposez d'ouvrages ou d'articles de référence ou si vous connaissez des sites web de qualité traitant du thème abordé ici, merci de compléter l'article en donnant les références utiles à sa vérifiabilité et en les liant à la section « Notes et références ».
Oak Investment Partners est une firme de capital-investissement se concentrant sur les investissements de capital risque dans des entreprises exerçant entre autres dans les secteurs des technologies de l'information, d'Internet, des services financiers, des services de santé et des énergies propres. Le fonds a été fondé en 1978 et a investi notamment dans la société Kayak, propriétaire du site de voyage du même nom.